# Grand Prix Formule 1 van Spanje 2018
De Grand Prix Formule 1 van Spanje 2018 werd gehouden op 13 mei op het Circuit de Barcelona-Catalunya. Het was de vijfde race van het seizoen 2018.

## Vrije trainingen

### Uitslagen
- Er wordt enkel de top-5 weergegeven.

| Vrije training 1 | Pos | No | Coureur          | Constructeur       | Tijd     |
| ---------------- | --- | -- | ---------------- | ------------------ | -------- |
| Vrije training 1 | 1   | 77 | Valtteri Bottas  | Mercedes           | 1:18.148 |
| Vrije training 1 | 2   | 44 | Lewis Hamilton   | Mercedes           | 1:18.997 |
| Vrije training 1 | 3   | 5  | Sebastian Vettel | Ferrari            | 1:19.098 |
| Vrije training 1 | 4   | 33 | Max Verstappen   | Red Bull-TAG Heuer | 1:19.187 |
| Vrije training 1 | 5   | 7  | Kimi Räikkönen   | Ferrari            | 1:19.499 |
| Vrije training 2 | Pos | No | Coureur          | Constructeur       | Tijd     |
| Vrije training 2 | 1   | 44 | Lewis Hamilton   | Mercedes           | 1:18.259 |
| Vrije training 2 | 2   | 3  | Daniel Ricciardo | Red Bull-TAG Heuer | 1:18.392 |
| Vrije training 2 | 3   | 33 | Max Verstappen   | Red Bull-TAG Heuer | 1:18.533 |
| Vrije training 2 | 4   | 5  | Sebastian Vettel | Ferrari            | 1:18.585 |
| Vrije training 2 | 5   | 77 | Valtteri Bottas  | Mercedes           | 1:18.611 |
| Vrije training 3 | Pos | No | Coureur          | Constructeur       | Tijd     |
| Vrije training 3 | 1   | 44 | Lewis Hamilton   | Mercedes           | 1:17.281 |
| Vrije training 3 | 2   | 77 | Valtteri Bottas  | Mercedes           | 1:17.294 |
| Vrije training 3 | 3   | 5  | Sebastian Vettel | Ferrari            | 1:17.550 |
| Vrije training 3 | 4   | 7  | Kimi Räikkönen   | Ferrari            | 1:17.581 |
| Vrije training 3 | 5   | 3  | Daniel Ricciardo | Red Bull-TAG Heuer | 1:17.981 |

Testcoureur in vrije training 1:
 Robert Kubica (Williams-Mercedes)

## Kwalificatie
Lewis Hamilton behaalde voor Mercedes zijn tweede pole position van het seizoen door nipt zijn teamgenoot Valtteri Bottas voor te blijven. De Ferrari-coureurs Sebastian Vettel en Kimi Räikkönen eindigden als derde en vierde, terwijl het Red Bull-duo Max Verstappen en Daniel Ricciardo de vijfde en zesde tijd neerzetten. Haas-coureur Kevin Magnussen werd zevende, voor de McLaren van Fernando Alonso, die voor het eerst in 2018 uitkwam in het laatste deel van de kwalificatie. De top 10 werd afgesloten door Renault-rijder Carlos Sainz jr. en Haas-coureur Romain Grosjean.
Na afloop van de kwalificatie ontving Williams-coureur Sergej Sirotkin een straf van drie startplaatsen naar aanleiding van een ongeluk in de vorige race in Azerbeidzjan. In de tweede bocht na de start reed hij tegen de Force India van Sergio Pérez aan en korte tijd later was hij betrokken bij een aanrijding tussen Renault-coureur Nico Hülkenberg en McLaren-rijder Fernando Alonso.

### Kwalificatie-uitslag
| Pos                 | No | Coureur           | Constructeur         | Q1        | Q2       | Q3       | Grid |
| ------------------- | -- | ----------------- | -------------------- | --------- | -------- | -------- | ---- |
| 1                   | 44 | Lewis Hamilton    | Mercedes             | 1:17.633  | 1:17.166 | 1:16.173 | 1    |
| 2                   | 77 | Valtteri Bottas   | Mercedes             | 1:17.674  | 1:17.111 | 1:16.214 | 2    |
| 3                   | 5  | Sebastian Vettel  | Ferrari              | 1:17.031  | 1:16.802 | 1:16.305 | 3    |
| 4                   | 7  | Kimi Räikkönen    | Ferrari              | 1:17.483  | 1:17.071 | 1:16.612 | 4    |
| 5                   | 33 | Max Verstappen    | Red Bull-TAG Heuer   | 1:17.411  | 1:17.266 | 1:16.816 | 5    |
| 6                   | 3  | Daniel Ricciardo  | Red Bull-TAG Heuer   | 1:17.623  | 1:17.638 | 1:16.818 | 6    |
| 7                   | 20 | Kevin Magnussen   | Haas-Ferrari         | 1:18.169  | 1:17.618 | 1:17.676 | 7    |
| 8                   | 14 | Fernando Alonso   | McLaren-Renault      | 1:18.276  | 1:18.100 | 1:17.721 | 8    |
| 9                   | 55 | Carlos Sainz jr.  | Renault              | 1:18.480  | 1:17.803 | 1:17.790 | 9    |
| 10                  | 8  | Romain Grosjean   | Haas-Ferrari         | 1:18.305  | 1:17.699 | 1:17.835 | 10   |
| 11                  | 2  | Stoffel Vandoorne | McLaren-Renault      | 1:18.885  | 1:18.323 |          | 11   |
| 12                  | 10 | Pierre Gasly      | Toro Rosso-Honda     | 1:18.550  | 1:18.463 |          | 12   |
| 13                  | 31 | Esteban Ocon      | Force India-Mercedes | 1:18.813  | 1:18.696 |          | 13   |
| 14                  | 16 | Charles Leclerc   | Sauber-Ferrari       | 1:18.661  | 1:18.910 |          | 14   |
| 15                  | 11 | Sergio Pérez      | Force India-Mercedes | 1:18.740  | 1:19.098 |          | 15   |
| 16                  | 27 | Nico Hülkenberg   | Renault              | 1:18.923  |          |          | 16   |
| 17                  | 9  | Marcus Ericsson   | Sauber-Ferrari       | 1:19.493  |          |          | 17   |
| 18                  | 35 | Sergej Sirotkin   | Williams-Mercedes    | 1:19.695  |          |          | 19   |
| 19                  | 18 | Lance Stroll      | Williams-Mercedes    | 1:20.225  |          |          | 18   |
| 107% tijd: 1:22.423 |    |                   |                      |           |          |          |      |
| 20                  | 28 | Brendon Hartley   | Toro Rosso-Honda     | geen tijd |          |          | 20   |

## Wedstrijd
De race werd gewonnen door Lewis Hamilton, die zijn tweede overwinning van het seizoen behaalde. Valtteri Bottas eindigde als tweede, voor Max Verstappen, die zijn eerste podiumplaats van het seizoen behaalde. Sebastian Vettel was genoodzaakt om twee pitstops te maken (terwijl de rest van de coureurs één keer naar de pits ging) waardoor hij terugviel van de tweede plaats naar de vierde plaats. Daniel Ricciardo werd vijfde, ondanks een spin tijdens een virtual safetycarfase. Kevin Magnussen eindigde op de zesde plaats, voor Carlos Sainz jr. en Fernando Alonso. De top 10 werd afgesloten door Force India-coureur Sergio Pérez en Sauber-rijder Charles Leclerc.

### Race-uitslag
| Pos. | No. | Coureur           | Constructeur         | Rondes | Tijd/Oorzaak uitval | Grid | Punten |
| ---- | --- | ----------------- | -------------------- | ------ | ------------------- | ---- | ------ |
| 1    | 44  | Lewis Hamilton    | Mercedes             | 66     | 1:35:29.972         | 1    | 25     |
| 2    | 77  | Valtteri Bottas   | Mercedes             | 66     | +20.593             | 2    | 18     |
| 3    | 33  | Max Verstappen    | Red Bull-TAG Heuer   | 66     | +26.873             | 5    | 15     |
| 4    | 5   | Sebastian Vettel  | Ferrari              | 66     | +27.584             | 3    | 12     |
| 5    | 3   | Daniel Ricciardo  | Red Bull-TAG Heuer   | 66     | +50.058             | 6    | 10     |
| 6    | 20  | Kevin Magnussen   | Haas-Ferrari         | 65     | +1 ronde            | 7    | 8      |
| 7    | 55  | Carlos Sainz jr.  | Renault              | 65     | +1 ronde            | 9    | 6      |
| 8    | 14  | Fernando Alonso   | McLaren-Renault      | 65     | +1 ronde            | 8    | 4      |
| 9    | 11  | Sergio Pérez      | Force India-Mercedes | 64     | +2 ronden           | 15   | 2      |
| 10   | 16  | Charles Leclerc   | Sauber-Ferrari       | 64     | +2 ronden           | 14   | 1      |
| 11   | 18  | Lance Stroll      | Williams-Mercedes    | 64     | +2 ronden           | 18   |        |
| 12   | 28  | Brendon Hartley   | Toro Rosso-Honda     | 64     | +2 ronden           | 20   |        |
| 13   | 9   | Marcus Ericsson   | Sauber-Ferrari       | 64     | +2 ronden           | 17   |        |
| 14   | 35  | Sergej Sirotkin   | Williams-Mercedes    | 63     | +3 ronden           | 19   |        |
| DNF  | 2   | Stoffel Vandoorne | McLaren-Renault      | 45     | Versnellingsbak     | 11   |        |
| DNF  | 31  | Esteban Ocon      | Force India-Mercedes | 38     | Olielek             | 13   |        |
| DNF  | 7   | Kimi Räikkönen    | Ferrari              | 25     | Turbo               | 4    |        |
| DNF  | 8   | Romain Grosjean   | Haas-Ferrari         | 0      | Ongeluk             | 10   |        |
| DNF  | 10  | Pierre Gasly      | Toro Rosso-Honda     | 0      | Ongeluk             | 12   |        |
| DNF  | 27  | Nico Hülkenberg   | Renault              | 0      | Ongeluk             | 16   |        |

## Tussenstanden wereldkampioenschap
Betreft tussenstanden voor het wereldkampioenschap na afloop van de race.

### Coureurs
| Positie | No. | Rijder           | Team               | Punten |
| ------- | --- | ---------------- | ------------------ | ------ |
| 01      | 44  | Lewis Hamilton   | Mercedes           | 95     |
| 02      | 5   | Sebastian Vettel | Ferrari            | 78     |
| 03      | 77  | Valtteri Bottas  | Mercedes           | 58     |
| 04      | 7   | Kimi Räikkönen   | Ferrari            | 48     |
| 05      | 5   | Daniel Ricciardo | Red Bull-TAG Heuer | 47     |
| 06      | 33  | Max Verstappen   | Red Bull-TAG Heuer | 33     |
| 07      | 14  | Fernando Alonso  | McLaren-Renault    | 32     |
| 08      | 27  | Nico Hülkenberg  | Renault            | 22     |
| 09      | 20  | Kevin Magnussen  | Haas-Ferrari       | 19     |
| 10      | 55  | Carlos Sainz jr. | Renault            | 19     |

### Constructeurs
| Positie | Team                 | Punten |
| ------- | -------------------- | ------ |
| 01      | Mercedes             | 153    |
| 02      | Ferrari              | 126    |
| 03      | Red Bull-TAG Heuer   | 80     |
| 04      | Renault              | 41     |
| 05      | McLaren-Renault      | 40     |
| 06      | Haas-Ferrari         | 19     |
| 07      | Force India-Mercedes | 18     |
| 08      | Toro Rosso-Honda     | 13     |
| 09      | Sauber-Ferrari       | 11     |
| 10      | Williams-Mercedes    | 4      |